# Rhizodopsis
Rhizodopsis — вимерлий рід тетраподоморфів з кам'яновугільного періоду Польщі та Великої Британії. Він містить такі види: Rhizodopsis granulatus, Rhizodopsis mazonius, Rhizodopsis rankini, Rhizodopsis robusta, Rhizodopsis sauroides.